# Offa (Essex)

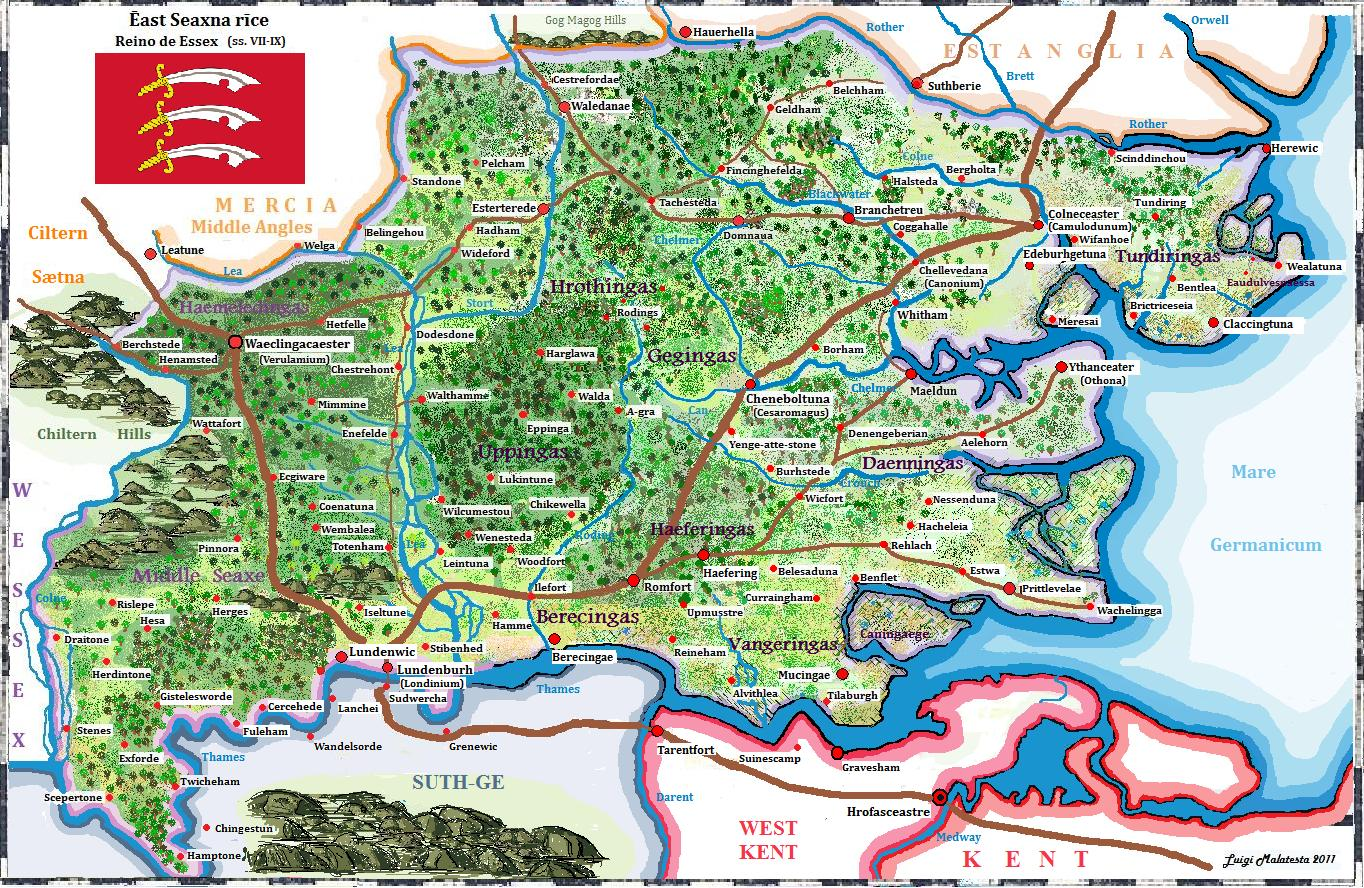
Essex in frühangelsächsischer Zeit

Offa  († nach 709) war von etwa 694 bis 709 König des angelsächsischen Königreichs Essex. Er regierte gemeinsam mit den Brüdern Sigeheard und Swaefred.

## Leben
Offa war der Sohn des Königs Sighere (um 664–um 690), der gemeinsam mit Sebbi (um 664–um 694) regiert hatte. Die näheren Umstände seiner Thronbesteigung sind unbekannt. Möglicherweise folgte er bereits um 690 auf seinen Vater oder nach 705 auf Sebbis Söhne. Zumeist wird heute folgende Theorie favorisiert: Sebbi dankte um 694 schwer erkrankt zu Gunsten seiner Söhne Sigeheard und Swaefred und Sigheres Sohn Offa, die gemeinsam regierten, ab und wurde Mönch. Zu Lebzeiten seiner Mitkönige spielte Offa möglicherweise eine untergeordnete Rolle. Seinen Herrschersitz hatte er vermutlich in Aldermanbury (London). Möglicherweise wurde das Kloster in Westminster von ihm instand gesetzt oder neugegründet. König Offa dankte im Jahr 709 ab und verließ seine Frau um sich zusammen mit König Cenred von Mercia und Bischof Ecgwine von Worcester auf Pilgerfahrt nach Rom zu begeben. Die beiden Könige wurden dort Mönche. Sein weiteres Leben und sein Tod wurden nicht überliefert.